# Huércal-Overa
Huércal-Overa este o municipalitate și un oraș din provincia Almería, Andaluzia, Spania cu o populație de 14.672 locuitori.